# LRT Plius
LRT Plius ist der zweite Fernsehsender der halbstaatlichen litauischen Rundfunkgesellschaft Lietuvos nacionalinis radijas ir televizija (LRT). Der Sender ging am 16. Februar 2003 unter dem Namen LTV2 (später LRT Kultūra) auf Sendung. LRT Plius zeigt hauptsächlich Sendungen aus den Bereichen Kultur, Bildung und Information. Außerdem werden Nachrichtensendungen zusätzlich in Gebärdensprache ausgestrahlt.

## Ehemalige Senderlogos

LTV2 16. Februar 2003 – 27. Juli 2012
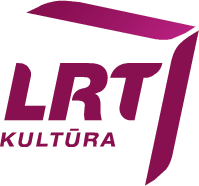
LRT Kultūra 27. Juli 2012 – 1. Oktober 2018
LRT Plius 2. Oktober 2018 – 10. Mai 2022